# Liste der brasilianischen Botschafter in Kasachstan
Die Botschaft befindet sich in Astana.
| Ernannt       | Name                                  | Bemerkungen                                                             | Mensagem Senado Federal | im Senat des Nationalkongress vorgestellt am | ernannt von               | akkreditiert bei        | Posten verlassen |
| ------------- | ------------------------------------- | ----------------------------------------------------------------------- | ----------------------- | -------------------------------------------- | ------------------------- | ----------------------- | ---------------- |
| 10. März 1999 | Thereza Maria Machado Quintella       | Amtssitz in Moskau                                                      | MSF 227 de 1998         | 24. Feb. 1999                                | Fernando Henrique Cardoso | Qassym-Schomart Toqajew |                  |
| 4. Okt. 2001  | José Viegas Filho                     | Amtssitz in Moskau                                                      | MSF 163 de 2001         | 19. Sep. 2001                                | Fernando Henrique Cardoso | Qassym-Schomart Toqajew |                  |
| 25. Feb. 2004 | Carlos Augusto Rego Santos Neves      | Amtssitz in Moskau                                                      | MSF 110 de 2003         | 9. Juli 2003                                 | Luiz Inácio Lula da Silva | Danial Achmetow         |                  |
| 19. Juli 2006 | Frederico Salomão Duque Estrada Meyer | [ 3 ]                                                                   | MSF 104 de 2006         | 11. Juli 2006                                | Luiz Inácio Lula da Silva | Danial Achmetow         |                  |
| 30. Apr. 2009 | Frederico Salomão Duque Estrada Meyer | [ 4 ]                                                                   | MSF 217 de 2008         | 4. März 2009                                 | Luiz Inácio Lula da Silva | Kärim Mässimow          |                  |
| 2. Juni 2011  | Oswaldo Biato Júnior                  | auch in Bischkek (Kirgisistan) und Aşgabat (Turkmenistan) akkreditiert. | MSF 32 de 2011          | 18. Mai 2011                                 | Dilma Rousseff            | Kärim Mässimow          |                  |
| 26. Juni 2013 | Demétrio Bueno Carvalho               | auch in Bischkek (Kirgisistan) und Aşgabat (Turkmenistan) akkreditiert. | MSF 20 de 2013          | 5. Juni 2013                                 | Dilma Rousseff            | Serik Achmetow          |                  |